# Wioletta Wilk
Wioletta Janina Wilk (* 6. Mai 1967 in Sławno, verheiratete Wioletta Sosnowska) ist eine ehemalige polnische Badmintonspielerin.

## Sportliche Karriere
Wioletta Wilk, für Motus Koszalin startend, gewann 1989 ihre erste Bronzemedaille im Dameneinzel bei den Polnischen Meisterschaften. Im Folgejahr wurde sie erneut Dritte und gewann zusätzlich Silber im Doppel mit Katarzyna Krasowska. 1991 und 1992 wurde sie einmal mehr Dritte, ehe es 1993 zu Silber reichen sollte.
1992 startete sie im Dameneinzel und Damendoppel bei Olympia. Im Einzel verlor sie ihr Auftaktmatch gegen Zarinah Abdullah mit 0:2 Sätzen und wurde 33. Im Doppel mit Bożena Bąk siegten sie in Runde 1 gegen Emilia Dimitrova und Neli Nedyalkova aus Bulgarien, verloren aber in Runde 2 gegen Anna Lao und Rhonda Cator aus Australien, so dass es am Ende zu Platz 9 reichte. Im Olympiajahr stand sie auch im Achtelfinale der Swiss Open.

## Sportliche Erfolge
| Saison | Veranstaltung                   | Disziplin   | Platz | Name                                                                     |
| ------ | ------------------------------- | ----------- | ----- | ------------------------------------------------------------------------ |
| 1989   | Polnische Einzelmeisterschaften | Dameneinzel | 3     | Wioletta Wilk (Motus Koszalin)                                           |
| 1990   | Polnische Einzelmeisterschaften | Dameneinzel | 3     | Wioletta Wilk (Motus Koszalin)                                           |
| 1990   | Polnische Einzelmeisterschaften | Damendoppel | 2     | Katarzyna Krasowska / Wioletta Wilk (Technik Głubczyce / Motus Koszalin) |
| 1991   | Polnische Einzelmeisterschaften | Dameneinzel | 3     | Wioletta Wilk (Motus Koszalin)                                           |
| 1992   | Polnische Einzelmeisterschaften | Damendoppel | 3     | Iwona Szymańska / Wioletta Wilk (Marcovia Marki / Motus Koszalin)        |
| 1992   | Polnische Einzelmeisterschaften | Dameneinzel | 3     | Wioletta Wilk (Motus Koszalin)                                           |
| 1992   | Swiss Open                      | Dameneinzel | 9     | Wioletta Wilk                                                            |
| 1992   | Olympia                         | Dameneinzel | 33    | Wioletta Wilk                                                            |
| 1992   | Olympia                         | Damendoppel | 9     | Wioletta Wilk / Bożena Bąk                                               |
| 1993   | Polnische Einzelmeisterschaften | Dameneinzel | 2     | Wioletta Wilk (Motus Koszalin)                                           |